# Peter Martell
Peter Martell, nome artístico de Pietro Martellanza (Bolzano, 30 de setembro de 1938 - Bolzano, 1 de fevereiro de 2010) foi um ator italiano.

## Filmografia
- Melancholie der Engel (2009)
- Lacrime di Kali (2004)
- Killer Barbys vs. Dracula (2002)
- Momo (1986) (não creditado)
- Gli esecutori (1976)
- Safari Express (1976)
- La pazienza ha un limite... noi no! (1974)
- Liebesgrüße aus der Lederhose 2: Zwei Kumpel auf der Alm (1974)
- Il punto caldo (1974)
- Don Giovanni e le pornovergini (1973)
- La morte accarezza a mezzanotte (1972)
- Casa d'appuntamento (1972)
- Il suo nome era Pot (1971)
- Deserto di fuoco (1971)
- Era Sam Wallash... lo chiamavano 'Così Sia' (1971) (não creditado)
- Giunse Ringo e... fu tempo di massacro (1970)
- Ciakmull - L'uomo della vendetta (1970)
- Il trono di fuoco (1970)
- Il pistolero dell'Ave Maria (1969)
- Barbagia (1969)
- Probabilità zero (1969)
- Il lungo giorno del massacro (1968)
- Dio li crea... Io li ammazzo! (1968)
- Banditi a Milano (1968)
- Ringo, il cavaliere solitario (1968)
- Chiedi perdono a Dio... non a me (1968)
- Lola Colt (1967)
- Omicidio per appuntamento (1967) (não creditado)
- Come rubare un quintale di diamanti in Russia (1967)
- Due croci a Danger Pass (1967)
- Il cobra (1967)
- Dove si spara di più (1967)
- Con lui cavalca la morte (1967)
- I lunghi giorni dell'odio (1967)
- Il pianeta errante (1966)
- 100.000 dollari per Lassiter (1966)
- Due once di piombo (1966)
- Io uccido, tu uccidi (1965)
- Il comandante (1963)
- Il mito (1963)